# ER=EPR
ER=EPR은 양자 얽힘된 입자가 웜홀(아인슈타인-로젠 다리)로 연결되어 있다는 가정이다 ER=EPR이 맞다면 일반 상대성 이론과 양자 역학을 모든 것의 이론에 포함해 넣을 수 있게 된다.

## 총괄
ER=EPR은 2013년 레너드 서스킨드와 후안 말다세나가 제안하였다. 그들은 여행불가능한 웜홀(아인슈타인-로젠 다리 혹은 ER 다리)가 극도로 양자 얽힘이 된 두 블랙홀이라고 주장했다. EPR은 아인슈타인-포돌스키-로젠 역설을 뜻한다. 
비록 간접적이지만, ER=EPR에 대한 전초적 근거로, AdS/CFT 대응성을 이용해 어떤 양자 얽힘을 아인슈타인-로젠 다리로 구현했다.

### 추측된 해답
ER=EPR은 AMPS 방화벽(블랙홀 방화벽)의 추측된 해답이다. 방화벽이 있는지 혹은 없는지는 먼 블랙홀에 무엇이 던져지냐에 따라 달라진다. 그러나, 방화벽은 사건의 지평선안에 있으며, 외부의 초광속 시그널링은 불가능 할 것이다.
서스킨드와 말다세나는 모든 호킹입자를 모은후 그것들이 블랙홀로 붕괴될때까지 생각했다. 이 블랙홀은 아마 얽혀있을 것이며, 웜홀을 통해 원래 블랙홀과 연결되어 있을 것이다. 이 트릭은 호킹 입자의 난처함을 불명확하게 만들었다 - 역설적으로 각각의 블랙홀은 서로 얽혀져 있으며 - 두 블랙홀은 웜홀로 연결되어 있다는 것 말이다. 이로 인해 얽힘 과부하가 사라지게 되었고, 방화벽 문제는 사라지게 되었다.— Science News, 

ER=EPR은 양자역학의 선형성과 잘 맞지 않는다. 얽힌 상태는 각각의 상태에 대한 선형 양자중첩이다. 그런데, 아마도 각각의 상태는 웜홀과 연결되어 있지 않겠지만, 중첩된 상태의 경우엔 웜홀에 연결되어 있다는 것이다.
서스킨드와 말다세나는 이 가정을 더욱 더 확장하여 모든 얽힌 입자에 적용할 수 있다고 주장하였다 - 심지어 입자가 블랙홀이 아니고, 또한 다른 질량이나 스핀을 가진 입자의 얽힘이라도 - 플랑크 단위 웜홀로 묶여있다고 주장하였다.
ER=EPR 가정은 시공간, 그리고 중력의 기하학이 얽힘에 의해 결정된다는 더욱 거대한 가정으로 이어지게 된다.